# Colby Simmons
Colby Simmons (Durango, 16 ottobre 2003) è un ciclista su strada statunitense che corre per il team EF Education-EasyPost. Velocista, è attivo in formazioni UCI dal 2022.

## Biografia
È il fratello minore del ciclista Quinn Simmons.

## Palmarès
- 2021 (Juniores)

Campionati statunitensi, Prova in linea Junior
3ª tappa Grand Prix Rüebliland (Langenthal > Langenthal)
- 2025 (EF Education-Aevolo, una vittoria)

Classifica generale International Tour of Rhodes

### Altri successi
- 2023 (Jumbo-Visma Development Team)

Classifica a punti Tour Alsace
Classifica giovani Okolo Slovenska
- 2024 (Team Visma-Lease a Bike Development)

Classifica giovani Tour Alsace

## Piazzamenti

### Classiche monumento
- Giro delle Fiandre

2025: 94º
- Parigi-Roubaix

2025: 108º

### Competizioni mondiali
- Campionati del mondo

Fiandre 2021 - In linea Junior: 15º
Wollongong 2022 - In linea Under-23: 36º
Glasgow 2023 - In linea Under-23: 16º
Zurigo 2024 - In linea Under-23: 25º